# Stanisław Trzaskowski
Stanisław Wojciech Trzaskowski (ur. 22 maja 1867 w Rzeszowie, zm. 26 kwietnia 1940 w Krakowie) – polski prokurator, sędzia, adwokat, oficer wojskowy.

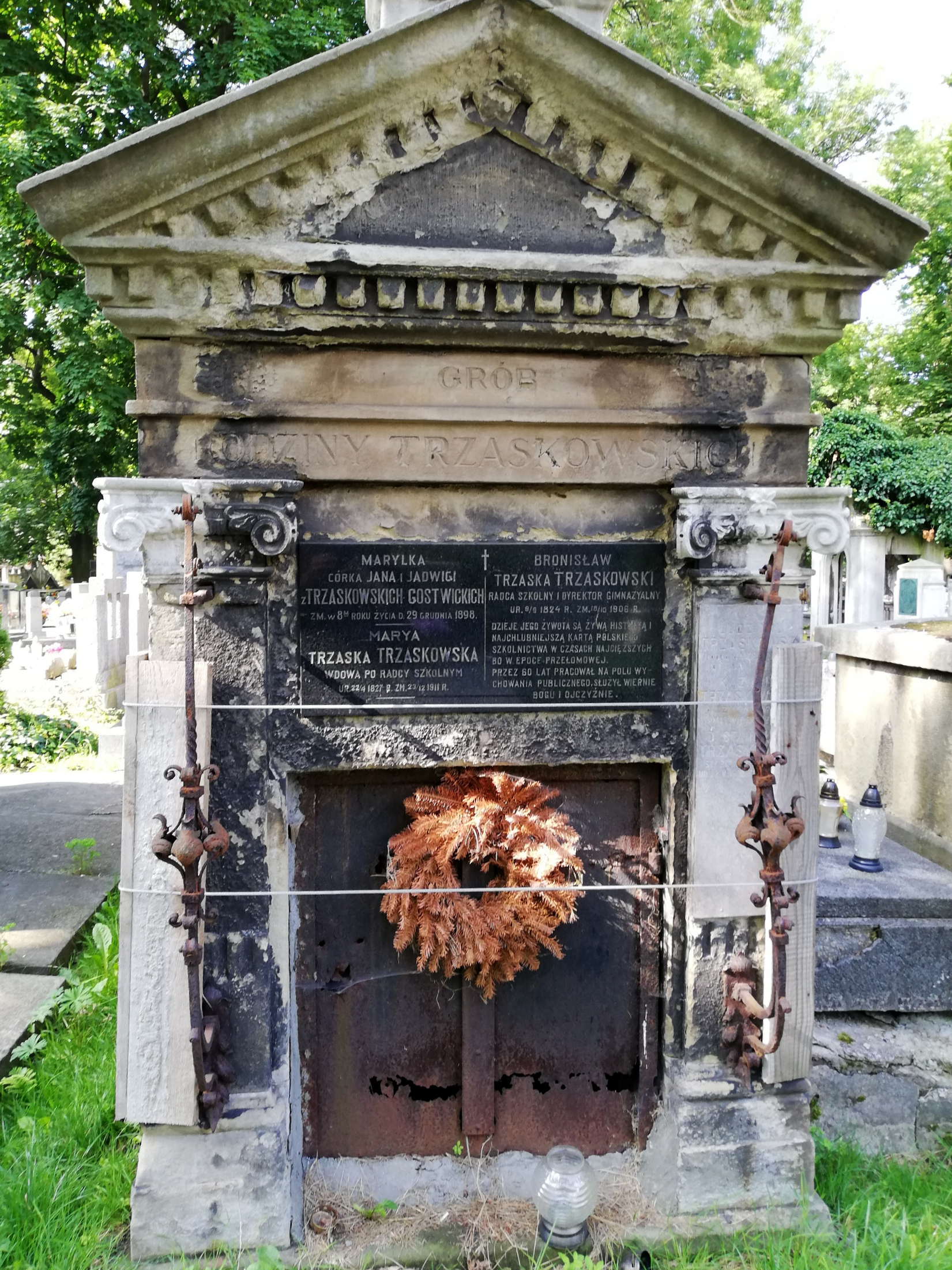
Grobowiec Trzaskowskich

## Życiorys

### Pochodzenie i młodość
Stanisław Wojciech Trzaskowski urodził się 22 maja 1867 w Rzeszowie. Był synem Bronisława, pedagoga i językoznawcy oraz Marii z domu Petri (ur. 1828), córki Ludwika Petriego, dyrektora I C. K. Gimnazjum w Tarnowie. Miał czworo rodzeństwa: Ludzimiła, c. k. urzędnika samorządowego, Wandę Marię, po mężu Janiszewską (1852–1932), Jadwigę Franciszkę, po mężu Gostwicką (ur. 1861), Marię wzgl. Bronisławę (żonę dr. Tadeusza Józefczyka, lekarza pułkowego 17 pułku piechoty Obrony Krajowej w Nowym Sączu).
Studiował prawo w Wiedniu, gdzie ponadto uczył się gry na fortepianie i wiolonczeli. W latach 90. zdobywał uznanie grając podczas prywatnych spotkań na fortepianie.

### Służba wojskowa
W C. K. Armii został mianowany na stopień podporucznika piechoty z dniem 1 stycznia 1887. Był przydzielony do 13 Galicyjskiego pułku piechoty w Krakowie i początkowo jako oficer służby czynnej figurował jako rezerwista, a od ok. 1890 do ok. 1895 formalnie pozostawał z przydziałem jako oficer rezerwowy tej jednostki.
Został przeniesiony do C. K. Obrony Krajowej i zweryfikowany w stopniu podporucznika piechoty w grupie nieaktywnych z dniem 1 stycznia 1887. Od ok. 1896 posiadał przydział do 17 pułku piechoty w Rzeszowie. Następnie został zweryfikowany w stopniu podporucznika piechoty w stosunku ewidencji z dniem 1 stycznia 1887. W tym charakterze w składzie 16 pułku piechoty w Krakowie od ok. 1898 był przydzielony do Powiatowego Dowództwa Pospolitego Ruszenia (Landsturmbezirk) nr 53 w Tarnowie, a od ok. 1902 do ok. 1906 do Powiatowego Dowództwa Pospolitego Ruszenia nr 16 w Krakowie. Od ok. 1907 do ok. 1908 pozostawał wykazie Obrony Krajowej jako podporucznik piechoty w stosunku ewidencji.

### Praca zawodowa
W okresie zaboru austriackiego w ramach autonomii galicyjskiej wstąpił do służby sądowniczej. Od ok. 1890 był praktykantem w C. K. Wyższym Sądzie Krajowym w Krakowie, od ok. 1891 był auskultantem w C. K. Sądzie Krajowym w Krakowie. W tym samym charakterze jako doktor praw od ok. 1892 był formalnie zatrudniony w C. K. Sądzie Obwodowym w Tarnowie, skąd został przydzielony do C. K. Prokuratorii Państwa w Tarnowie. Od maja 1896 do 1898 był adiunktem w C. K. Sądzie Powiatowym w Dąbrowie. Potem pracował w jako zastępca prokuratora w Wadowicach, skąd w lipcu 1899 został przeniesiony do Krakowa i od tego czasu pracował na stanowisku zastępcy prokuratora w C. K. Prokuratorii Państwa w Krakowie.
Od ok. 1906 był zastępcą asesora w C. K. Sądzie Okręgowym w sprawach skargowych w Krakowie; początkowo w charakterze radcy sądowego, a od ok. 1908 w charakterze radcy Sądu Krajowego w Krakowie. Podczas I wojny światowej (1914–1918) pozostawał radcą C. K. Sądu Krajowego w Krakowie, będąc najwyższym rangą urzędnikiem tym charakterze. W marcu 1918 został mianowany przez cesarza Karola I Habsburga radcą C. K. Wyższego Sądu Krajowego.
Po odzyskaniu przez Polskę niepodległości i wstąpił do służby wymiaru sprawiedliwości II Rzeczypospolitej. Według stanu z 1919 pozostawał radcą Sądu Krajowego w Krakowie. W 1921 wraz z kilkoma innymi sędziami z Krakowa został przydzielony przez Ministerstwo Sprawiedliwości do organizacji sądownictwa na Górnym Śląsku. Był wówczas zliczany do grona sędziów, którzy „przez swoją fachowość i obywatelskość cieszyli się powszechnym uznaniem”. W 1923 oraz w późniejszym okresie na przełomie lat 20./30. do ok. 1932 był sędzią Sądu Okręgowego w Krakowie.
Jako adwokat w Niepołomicach wskutek zgłoszenia wystąpienia został skreślony z listy adwokatów z dniem 10 sierpnia 1934.
Zmarł 26 kwietnia 1940. Został pochowany w grobowcu rodzinnym na cmentarzu Rakowickim w Krakowie.

### Życie prywatne
Jego synem był Andrzej Trzaskowski, muzyk i kompozytor, a wnukiem jest Rafał Trzaskowski, politolog i polityk, prezydent Warszawy.

## Ordery i odznaczenia
- Brązowy Medal Jubileuszowy Pamiątkowy dla Sił Zbrojnych i Żandarmerii (Austro-Węgry, przed 1900)[25][58]
- Medal Jubileuszowy Pamiątkowy dla Cywilnych Funkcjonariuszów Państwowych (Austro-Węgry, przed 1912)[58]
- Krzyż Jubileuszowy dla Cywilnych Funkcjonariuszów Państwowych (Austro-Węgry, przed 1912)[58]